# Swim Cup Amsterdam
De Swim Cup Amsterdam is een jaarlijks terugkerende internationale zwemwedstrijd, in het Sloterparkbad in Amsterdam, die georganiseerd wordt door de KNZB sinds 2002. Door het vaak sterkere deelnemersveld dan bij de Nederlandse kampioenschappen wordt deze wedstrijd als kwalificatie-toernooi gebruikt voor de grote internationale toernooien zoals EK's, WK's en Olympische Spelen.

## Edities
| Jaar                    | Datum                   |
| ----------------------- | ----------------------- |
| Amsterdam Swim Cup 2002 | 16 en 17 maart 2002     |
| Amsterdam Swim Cup 2003 | 29 en 30 maart 2003     |
| Amsterdam Swim Cup 2004 | 1 t/m 3 april 2004      |
| Amsterdam Swim Cup 2005 | 9 en 10 april 2005      |
| Amsterdam Swim Cup 2006 | 14 t/m 16 april 2006    |
| 2007                    | niet gehouden           |
| 2008                    | niet gehouden           |
| Amsterdam Swim Cup 2009 | 16 t/m 19 april 2009    |
| Amsterdam Swim Cup 2010 | 25 t/m 28 maart 2010    |
| Amsterdam Swim Cup 2011 | 11 t/m 13 maart 2011    |
| Amsterdam Swim Cup 2012 | 16 t/m 18 maart 2012    |
| Amsterdam Swim Cup 2013 | 7 en 8 december 2013    |
| Amsterdam Swim Cup 2014 | 12 t/m 14 december 2014 |
| Amsterdam Swim Cup 2015 | 11 t/m 13 december 2015 |
| 2016                    | niet gehouden           |
| Swim Cup Amsterdam 2017 | 20 t/m 22 oktober 2017  |